# Podoparalecanium machili
Podoparalecanium machili är en insektsart som först beskrevs av Takahashi 1933.  Podoparalecanium machili ingår i släktet Podoparalecanium och familjen skålsköldlöss.
Artens utbredningsområde är Taiwan. Inga underarter finns listade i Catalogue of Life.